# Cruzobius pococki
Cruzobius pococki är en mångfotingart som beskrevs av Crabill 1962. Cruzobius pococki ingår i släktet Cruzobius och familjen stenkrypare. Inga underarter finns listade i Catalogue of Life.